# TV-Anytime
 (avril 2015).
Si vous disposez d'ouvrages ou d'articles de référence ou si vous connaissez des sites web de qualité traitant du thème abordé ici, merci de compléter l'article en donnant les références utiles à sa vérifiabilité et en les liant à la section « Notes et références ».
TV-Anytime est un standard technique ouvert pour le traitement et la transmission de métadonnées dans les réseaux de télévision numérique dans le but de l'enregistrement automatique des émissions de télévision (par exemple, sur un enregistreur numérique personnel (PDR)).
En plus de l'orthographie correcte de TV-Anytime (avec un trait d'union) on trouve parfois une orthographie différente: TV Anytime, TV_Anytime ou tout court TVA. L'élément central des normes TVA est le soi-disant Content Reference Identifier (CRID).

## Principe de fonctionnement
Un CRID, qui peut par exemple être représenté comme un lien dans le guide électronique des programmes (EPG), est choisi par le spectateur. Ensuite on démarre dans le PDR le processus Content Resolution Process qui est lui de structure hiérarchique. À la fin de ce processus on obtient un Locator. Ce Locator contient les données pour une programmation d'un enregistrement programmé d'une émission de télévision. Cette représentation est très simplifiée et se réfère seulement au simple cas d'un Programme CRID.